# Schieweschlawe
Le Schieweschlawe (ou Schiewackefier) est une fête païenne[réf. nécessaire] solaire d'équinoxe de printemps, pratiquée actuellement dans le Nord de l'Alsace dans plusieurs villages (Offwiller, Wintzenheim-Kochersberg, Dieffenthal, etc.), le premier dimanche après Mardi Gras, mais aussi dans le Sud de l'Allemagne sous le nom de Scheibenschlagen et en Suisse alémanique sous l'appellation Schiibeschlage ou Schiibaschlaha. Le Schieweschlawe désigne le « lancer de disque ».
Cette fête se déroule aussi dans le petit village de Dieffenthal sur la route du vin, dans le lieu appelé Rocher de celtes sur les hauteurs du village. Mais également dans le Kochersberg, sur les hauteurs de Wintzenheim-Kochersberg.
On la retrouve aussi proche de la frontière suisse, dans le Sundgau, sous le nom de Schiebeschlàga, à Neuwiller ou encore Magstatt-le-Bas, et Schiewaschlàga à Guevenatten.
Il était également pratiqué jusque dans les années 1950 en Lorraine francique à Lutzelbourg, Walscheid, Grand-Soldat et Bitche.

## Origine
Le document le plus ancien date du 4 mars 1090 mais ses origines seraient (?) plus anciennes puisqu’un capitulaire de Charlemagne de 742 interdisait déjà de tels feux en raison des dangers qu’ils présentaient pour les habitations.

## Aujourd'hui

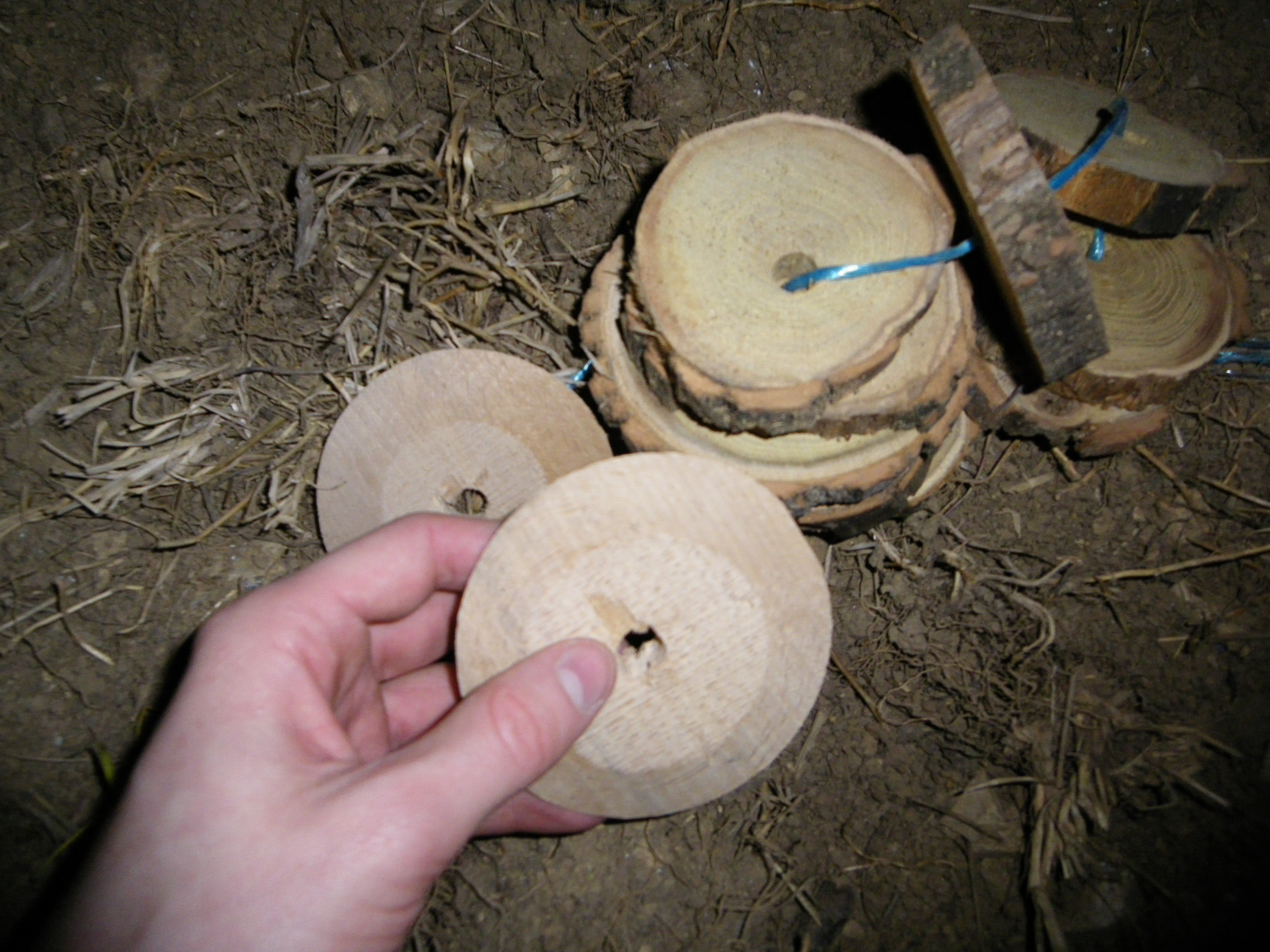
Les disques utilisés pour la fête.

Au bout d'une baguette flexible de châtaignier, on fixe un petit disque en bois de hêtre de 10 cm de diamètre percé d'un trou central. Le disque est plongé dans les braises d'un bûcher. Lorsque les bords amincis commencent à brûler, on le retire. Le lanceur se dirige vers une pierre plate inclinée vers la vallée, décrit plusieurs moulinets en l'air puis frappe le disque sur le tremplin. La rondelle de bois se détache et décrit une trajectoire lumineuse dans le ciel.
La croyance ancienne pensait chasser par le feu les mauvais esprits des ténèbres et s'attirer la prospérité pour la saison à venir. Le disque symbolise le soleil.

## Dans la littérature
Erckman-Chatrian nous livre un témoignage de cette pratique dans la Haute-Vallée de la Sarre rouge au XIXe siècle dans Histoire d'un sous-maître publié en 1861.

« Pendant le Carnaval, au cœur de l'hiver, on célèbre dans ces montagnes ce qu'on pourrait nommer la fête des mauvaises langues. C'est une bien vieille coutume, et qui se renouvelle tous les ans. Quelques jours après l'épiphanie, un soir, les garçons du village se rendent sur la roche la plus élevée de la côte, au milieu des bois, qui s'appelle « la roche des Chibés* ». Ils y font un grand feu de ronces et de bruyères. Les garçons jettent dans le feu des rondelles de bois large de six à huit pouces, percées d'un trou par le milieu; quand ces rondelles flambent, ils passent la rondelle dans le trou la pointe d'une perche; et après l'avoir fait tourbillonner, ils la lancent de toutes leurs forces dans les airs; et pendant qu'elle file comme une étoile, traçant une grande courbe au-dessus des vieux chênes, ils crient d'une voix traînante  « Chibé !... Chibé !... »

— Erckmann-Chatrian, Histoire d'un sous-maître (1861)
* La roche des Chibés fait vraisemblablement référence au Schiewefelse (litt. « rocher des Schiewe ») près du Grand-Soldat, hameau natal d'Alexandre Chatrian.